# Спасс (деревня, Московская область)
Спасс — деревня в Волоколамском районе Московской области России. Входит в состав сельского поселения Кашинское. Население — 12 чел. (2010).

## География
Деревня Спасс расположена на северо-западе Московской области, в северной части Волоколамского района, примерно в 10 км к северу от города Волоколамска, между реками Чёрной и её притоком — Сенной (бассейн Иваньковского водохранилища). Соседние населённые пункты — деревни Хрулево, Речки и Шишково.

## Население
| 1852 | 1859 | 1926 | 2002 | 2006 | 2010 |
| ---- | ---- | ---- | ---- | ---- | ---- |
| 164  | →164 | ↗303 | ↘3   | ↗5   | ↗12  |

## История
В «Списке населённых мест» 1862 года Спас (Спасово) — владельческая деревня 2-го стана Волоколамского уезда Московской губернии по левую сторону Клинского тракта (из Волоколамска), в 13 верстах от уездного города, при колодце, с 19 дворами и 164 жителями (81 мужчина, 83 женщины).
По данным 1890 года входила в состав Буйгородской волости Волоколамского уезда, число душ мужского пола составляло 85 человек.
В 1913 году — 43 двора.
В начале 1920-х гг. — центр Спасского сельсовета Буйгородской волости.
В 1925 году Спасский сельсовет был реорганизован в Бортниковский сельсовет и в том же году вновь восстановлен.
По материалам Всесоюзной переписи 1926 года — центр Спасского сельсовета Буйгородской волости Волоколамского уезда, проживало 303 жителя (118 мужчин, 185 женщин), насчитывалось 47 крестьянских хозяйств.
1925—1929 гг. — центр Спасского сельсовета Буйгородской волости Волоколамского уезда.
С 1929 года — населённый пункт в составе Волоколамского района Московского округа Московской области. Постановлением ЦИК и СНК от 23 июля 1930 года округа как административно-территориальные единицы были ликвидированы.
1930—1939 гг. — деревня Бортниковского сельсовета Волоколамского района.
1939—1959 гг. — деревня Речкинского сельсовета Волоколамского района.
1959—1963 гг. — деревня Кашинского сельсовета Волоколамского района.
1963—1965 гг. — деревня Кашинского сельсовета Волоколамского укрупнённого сельского района.
1965—1994 гг. — деревня Кашинского сельсовета Волоколамского района.
В 1994 году Московской областной думой было утверждено положение о местном самоуправлении в Московской области, сельские советы как административно-территориальные единицы были преобразованы в сельские округа.
1994—2006 гг. — деревня Кашинского сельского округа Волоколамского района.
С 2006 года — деревня сельского поселения Кашинское Волоколамского муниципального района Московской области.